# Aldington (Worcestershire)
Pour les articles homonymes, voir Aldington.
Aldington est une localité anglaise située dans le comté du Worcestershire.